# Oospila belisama
Oospila belisama är en fjärilsart som beskrevs av Druce 1892. Oospila belisama ingår i släktet Oospila och familjen mätare. Inga underarter finns listade i Catalogue of Life.